# ノッポン
ノッポンは、東京タワーのイメージキャラクター。

## 概要
- 東京タワーの開業40周年を記念して、1998年12月23日に誕生した双子の男の子である。
- 身体は兄弟共にピンク色で、兄は青いオーバーオール、弟は赤いオーバーオールを着用している。
- 頭頂部にはアンテナが付いており、東京タワーの形をしているが、イラストなどでは省略される事が多い。
- 東京タワーの公式サイトにはかつてノッポン兄弟が様々な質問に答えてくれる掲示板があり、特にノッポン兄の10歳とは思えないシュールな回答が人気で[1]、掲示板の内容は『東京タワーのノッポン』として書籍化もされている。掲示板は2008年9月13日をもって閉鎖された[1]。

## プロフィール
- 名前：ノッポン
正式名称は「ノッポンブラザーズ（Noppon Brothers）」だが、単に「ノッポン（Noppon）」と呼ばれる場合の方が多い。兄弟共に同じ名前であるため、「ノッポン兄」「ノッポン弟」と呼ばれ区別されている。
- 生年月日：1998年12月23日（東京タワー開業40周年記念日）
- 年齢：10歳
誕生時から現在まで変わることなく10歳であるが、公式掲示板では10歳とは思えないシュールな発言も多い（特に多いのはノッポン兄の方）。
- 身長：2m23cm
- 服装：兄は青いオーバーオール、弟は赤いオーバーオールを普段着としている。
また、季節によって夏休みには浴衣、クリスマスにはサンタクロースの服、正月や記念日には袴を着る事もある。
- 性格：弟･･明朗活発ながら、寂しがりやの一面も、兄･･クールで無口なシャイボーイ）
- 趣味：弟･･お客様とのふれあい、日光浴、兄･･中村雅俊の「ふれあい」
- 特技：弟･･ポージング、握手、兄･･肩すかし、かかとおとし
- 夢：子供から逃げられない様になる事、バレンタインチョコをもらう事
かつて公式プロフィールの「夢」の項には「世界中で愛されるキャラクターになること」とあったが、プロフィールの更新時に変更されている。
- 目標：ゆるキャラ界のトップスター
ノッポンは、みうらじゅんの著書「ゆるキャラ大図鑑」に登場しており、公式サイトのギャラリーには、ノッポン弟がみうらじゅんと腕を組んで写っている写真がある。また、東京タワー大展望台には、みうらじゅんがノッポンを描いた色紙が展示されている。
- 好きな場所：ほぼ東京タワー正面玄関前付近、フットタウン屋上あたり
かつて公式プロフィールの「好きな場所」の項には「子供のいる公園」とあったが、プロフィールの更新時に変更されている。
- 座右の銘：弟「小さなことからコツコツと」、兄「冷めた仕草で熱く見ろ」
公式掲示板の発言では、この他に兄が「他力本願」「ヘソで茶を沸かす」、弟が「誠心誠意」と回答している。
- 見分け方：服の色以外に兄弟を見分けるポイントは、頭に貼られた絆創膏である。
絆創膏が貼ってある方が兄で、イラストなどでは省略されている場合がほとんどだったが、最近はよく描かれるようになった。
- その他：ノッポン兄は花粉症であり、春先にはマスクをしたノッポン兄を掲示板上で見る事ができる。

## メディア出演
- 2008年10月31日、DVD「ウサビッチ」シーズン1の特典映像に出演。
- 2012年8月4日、東京タワーが舞台になった映画「特命戦隊ゴーバスターズ THE MOVIE 東京エネタワーを守れ!」に「東京エネタワー」のマスコットとして出演。

## トリビア事件
2005年10月19日放送のバラエティ番組『トリビアの泉』でノッポン兄の掲示板での発言が紹介された際、公式サイトにアクセスが集中しすぎたためサーバーダウンした。またノッポンの態度に対して慣れていない利用者から批判され賛否両論の書き込みが掲示板にあふれた。この事件を機に掲示板はパスワード制となった。ノッポンは放送前のブログでの出演告知で「何か嫌な予感が......」と炎上を予期する書き込みをしていた。掲示板閉鎖に際してこの騒動を「今となっては良い思い出です」と語っている。

## 関連文献
- 『ゆるキャラ大図鑑』みうらじゅん著、扶桑社、2004年、ISBN 4-594-04666-5
- 『東京タワーのノッポン』ノッポン著、講談社、2006年、ISBN 4-06-213531-0